# أنطون ماكارينكو
أنطون ماكارينكو (بالأوكرانية: Макаренко Антон) هو لاعب كرة قدم أوكراني في مركز الهجوم، ولد في 22 أغسطس 1988 في خاركيف في أوكرانيا. شارك مع منتخب أوكرانيا تحت 21 سنة لكرة القدم. أما مع النوادي، فقد لعب مع إنيرجي كوتبوس وكيمنتزر ونادي آوغسبورغ.

## وصلات خارجية
- أنطون ماكارينكو على موقع اتحاد أوكرانيا (الإنجليزية)
- أنطون ماكارينكو على موقع قاعدة بيانات كرة القدم.إي يو (الإنجليزية)
- أنطون ماكارينكو على موقع بيانات كرة القدم. دي إي (الألمانية)
- أنطون ماكارينكو على موقع عالم كرة القدم.نت (الإنجليزية)